# بخش فرانکلین (شهرستان کلمبیانا، اوهایو)
بخش فرانکلین (به انگلیسی: Franklin Township) یک منطقهٔ مسکونی در ایالات متحده آمریکا است که در شهرستان کلمبیانا، اوهایو واقع شده‌است.
 بخش فرانکلین ۵۹٫۷ کیلومتر مربع مساحت و ۸۳۵ نفر جمعیت دارد و ۳۳۳ متر بالاتر از سطح دریا واقع شده‌است.